# Joaquim António de Aguiar

Joaquim António de Aguiar

Joaquim António de Aguiar (* 24. August 1792 in Coimbra; † 26. Mai 1884 in Lissabon) war ein  portugiesischer Politiker in der Zeit der portugiesischen Monarchie, Führer der Cartisten und später der Regenerationspartei. Er war insgesamt dreimal (1841 bis 1842, 1860 und 1865 bis 1868) Premierminister.

## Leben
Joaquim António de Aguiar wurde am 24. August 1792 in Coimbra in ärmlichen Verhältnissen geboren. In seiner Jugend nahm er am Befreiungskampf gegen Napoleon teil. Danach studierte er Jura an der Universität Coimbra, wo er 1815 promovierte und danach eine Stellung an der Universität übernahm. Wegen seiner liberalen Ideen verlor de Aguiar 1823, als der Thronfolger Michael zusammen mit seiner Mutter gegen den König putschte, seine Stelle und musste um sein Leben fürchten. Er floh schließlich nach Porto. Nach dem Ende des Aufstands der Konservativen und nachdem König Johann VI. seinen Sohn ins Exil gezwungen hatte, kehrte de Aguiar nach Coimbra zurück, wo er 1823 als Abgeordneter für die Provinz Beira in die Cortes gewählt wurde. 1828, als Michael dann die Regierung antrat, floh de Aguiar zunächst nach Porto, dann ins Exil nach London.
Im Exil hielt de Aguiar engen Kontakt mit den Führern der Konstitutionalisten, Saldanha und Palmela. Er ging auf die Azoren, von dort nahm er an dem Kriegszug der Konstitutionalisten zur Rückeroberung des portugiesischen Throns teil (vgl. Miguelistenkrieg). Er trat als Staatssekretär für die Angelegenheiten des Königs (Secretario do Estado dos Negócios do Reino) vom 15. Oktober 1833 bis zum 23. April 1834 zum ersten Mal in die Regierung ein. Im Anschluss wurde er am 23. April 1834 Justizminister (Secretario da Justica), ein Posten, den er bis zum Tod König Peter IV. am 24. September 1834 behielt. Er fungierte zwischen dem 20. April und dem 10. September 1836 erneut als Justizminister in der Regierung von Premierminister António José de Sousa Manoel de Menezes Severim de Noronha. Diese Regierung stürzte, als die Setembristen am 9. September 1836 die Macht eroberten. Die neue setembristische Regierung bot ihm den Posten eines Richters am obersten Gerichtshof an, was Aguiar aber aus Protest gegen die Außerkraftsetzung der Verfassungscharta ablehnte. 1841 war die Bewegung der Setembristen dann schon sehr geschwächt. Die letzte rein setembristische Regierung war schon 1840 abgetreten, die Regierung des José Lúcio Travassos Valdez, Conde de Bonfim, musste sich schon oft dem Einfluss der Cartisten beugen, verkörpert insbesondere in der Person des Justizministers António Bernardo da Costa Cabral.
Am 9. Juni 1841 trat der Conde de Bomfim zurück und der Liberale de Aguiar wurde zum ersten Mal Ministerpräsident seines Landes. Formell handelte es sich dabei um die letzte setembristische Regierung Portugals, de facto wuchs der ohnehin schon starke Einfluss der Cartisten mit der Regierungsübernahme de Aguiars noch. In seiner Regierung fungierte er zudem als Staatssekretär für die Angelegenheiten des Königs sowie zwischen dem 26. Januar und dem 7. Februar 1842 als kommissarischer Justizminister. Mit der Machtübernahme von António José de Sousa Manoel de Menezes Severim de Noronha am 7. Februar 1842 endete die erste Regierung de Aguiar.
Aguiar saß weiter in der Cortes, wo er als Abgeordneter in Opposition zu Costa Cabral stand. Als Costa Cabral über den Aufstand von António Maria de Fontes Pereira de Melo stürzte, wurde de Aguiar in der kurzlebigen Regierung von Pedro de Sousa Holstein, Marquês de Palmela vom 10. Juli bis zum 6. Oktober 1846 abermals Justizminister. 
Am 1. Mai 1860 wurde Aguiar, der nunmehr der Regenerationspartei angehörte, nochmals Premierminister und löste António José de Sousa Manoel de Menezes Severim de Noronha ab. Er verblieb bis zum 4. Juli 1860 im Amt und wurde daraufhin von Nuno José Severo de Mendoça Rolim de Moura Barreto abgelöst.
Als Nachfolger von Bernardo de Sá Nogueira de Figueiredo übernahm de Aguiar am 4. September 1865 zum dritten Mal den Posten als Premierminister, den er nunmehr bis zu seiner Ablösung durch António José de Ávila am 4. Januar 1868 ausübte. In seiner Amtszeit bekleidete er zwischen dem 4. September 1865 und dem 9. Mai 1866 zudem das Amt als Minister für Angelegenheiten des Königs (Ministro do Reino). Während dieser Zeit gelang es ihm, eine große Koalition  (Governo da fusão) der beiden führenden portugiesischen Parteien, der Regenerationspartei und der Historischen Partei, zu führen. Gegen diese Regierung gab es allerdings einigen Widerstand in der Bevölkerung, die besonders das Fehlen einer Opposition vermisste. Im Januar 1868 kam es zu gewalttätigen Demonstrationen gegen die Regierung Aguiar in Lissabon, über die die Regierung schließlich stürzte. De Aguiar zog sich in das Privatleben zurück und starb am 26. Mai 1884 in Lissabon.